# Sd.Kfz. 250
Sd.Kfz. 250, Sonderkraftfahrzeug 250 (специальное автотранспортное средство 250) — германский лёгкий полугусеничный бронетранспортёр периода Второй мировой войны разработанный для нужд Вермахта конструкторами фирмы «Demag».
В основном предназначался для транспортировки половины пехотного отделения. Выпускался в нескольких модификациях, для различных нужд. Всего было выпущено 6 628 единиц всех модификаций, из них Sd.Kfz. 250 Alte — 4250, Sd.Kfz. 250 Neu — 2378.

## Описание конструкции
Начало разработки легкого бронетранспортера было принято по заявке Главного командования сухопутных войск Вермахта от 18 октября 1939 г., (одновременно со средними бронетранспортерами Sd.Kfz. 251), так как было принято решение использовать для определенных специальных задач стрелковых подразделений — меньшую, и вероятно, более дешевую машину, поскольку для некоторых задач средние БТР казались слишком громоздкими.
Перед фирмой «Демаг» (согласно документу «Особого комитета Pz.V» от 1942 года, к разработке привлекалась и фирма «Büssing NAG» по танкостроению) была поставлена задача разработать шасси для новой бронемашины на базе легкого тягача 1t (Sd.Kfz. 10) в конструкции D7, получившего тогда обозначение D7p. Изменения по сравнению с тягачом произошли по той же схеме, что и у среднего SPW. Адаптация радиатора к установке в броне, поворот руля на 90°, перенос топливного бака и выхлопной системы. Кроме того, использовались листы корпуса из броневой стали. Однако внешне узнаваемым изменением шасси стало укорочение цепной передачи на один ролик.
В отчете Управления вооружений сухопутных войск за май 1939 года новая машина называется бронетранспортером (Kfz. 250). В доказательстве боевой прочности 1104/1197 от 19 октября используется обозначение легкий бронетранспортер (Sd.Kfz. 250). 20 декабря 1939 года машина получила обозначение как бронированный тягач (Sd.Kfz. 250).
Корпус бронетранспортёра был сварен из прямых катаных броневых листов, расположенных под рациональными углами наклона. Существовало два варианта изготовления корпуса — старый вариант (alt) и новый (neu). У варианта neu корпус имел более простую конструкцию и собирался из меньшего числа деталей (9 деталей вместо 19 в варианте alt). По внешнему виду вариант neu был очень похож на корпус бронетранспортёра Sd.Kfz. 251 Ausf.D.
В передней части находился двигатель и управляемый автомобильный мост. В средней части — отделение управления, и в кормовой части машины — открытое сверху десантное отделение.

## Серийные модификации
- Sd.Kfz. 250/1 — основная модификация. Все остальные создавались на её базе. Предназначался для транспортировки половины пехотного отделения, в основном в разведывательных подразделениях. Десантовместимость — 4 человека плюс два члена экипажа. Вооружение — 2 пулемёта MG-34, один из которых находился за бронещитком над крышей отделения управления, другой — в кормовой части корпуса на вертлюжной установке, позволяющей стрельбу с большими углами возвышения.
- Sd.Kfz. 250/2 — leichter Fernsprechpanzerwagen — бронированный укладчик кабельных линий связи. Предназначался для прокладки полевых линий связи между штабами различных уровней в прифронтовой полосе. Катушки с телефонным кабелем располагались внутри корпуса. Боевая масса составляла 5,44 т, экипаж — 4 человека, вооружение — 1 пулемёт MG-34.
- Sd.Kfz. 250/3 — leichter Funkpanzerwagen — бронемашина связи. В зависимости от уровня штаба, при котором служил бронетранспортёр, оснащался различными радиостанциями со штыревыми или рамочными антеннами. Существовало четыре варианта оснащения радиостанциями FuG 7, FuG 8, FuG 12 (в различных комбинациях). Вооружение — 1 пулемёт MG-34.
- Sd.Kfz. 250/4 — leichter Beobachtungspanzerwagen — бронемашина артиллерийской разведки, наблюдения и управления огнём в подразделениях самоходной артиллерии. Для этого дополнительно устанавливались радиостанции FuG 15 и FuG 16. Экипаж — 4-5 человек, вооружение — 1 пулемёт MG-34.
- Sd.Kfz.250/5 — leichter Beobachtungspanzerwagen — практически аналог предыдущей модели с небольшими внутренними и внешними изменениями. Устанавливалась одна радиостанция FuG 12. Боевая масса составляла 5,36 т, экипаж — 4 человека, вооружение — 1 пулемёт MG-34. В 1944 году произошло изменение названия машины — теперь она стала называться leichter Aufklärungspanzerwagen (лёгкая разведывательная бронемашина).
- Sd.Kfz. 250/6 — leichter Munitionspanzerwagen — бронемашина для перевозки боеприпасов для StuG III/StuG IV. Существовала в двух модификациях:

Ausf.A перевозила 70 выстрелов к 75-мм пушке StuK 37. Боевая масса составляла 5,96 т.
Ausf.B перевозила 60 выстрелов к 75-мм пушке StuK 40. Боевая масса составляла 6,1 т. В обеих модификациях экипаж составлял 2 человека, вооружение — 1 пулемёт MG-34.
- Sd.Kfz. 250/7 — leichter Schützenpanzerwagen schwerer Granatwerfer — самоходный миномёт. Боевая масса составляла 5,61 т, экипаж — 5 человек, вооружение — 81-мм миномёт GrW34 с возимым боекомплектом 42 выстрела (размещался в середине десантного отделения) и 1 пулемёт MG-34. Под этим же индексом существовала невооружённая модификация для переевозки боеприпасов к 81-мм миномёту GrW34 вместимостью 66 выстрелов.
- Sd.Kfz. 250/8 — leichter Schützenpanzerwagen 7,5 cm — лёгкий бронетранспортёр огневой поддержки, вооружённый короткоствольной пушкой Kwk 37 (Stummel) или K 51 с возимым боекомплектом в 20 выстрелов. Боевая масса составляла 6,3 т, вооружение — 1 пулемёт MG-34. Изготовлено 60 экземпляров.
- Sd.Kfz. 250/9 — leichter Schützenpanzerwagen 2 cm — лёгкая разведывательная бронемашина. На ней была установлена башня от бронеавтомобиля Sd.Kfz. 222, которая позднее была заменена на башню от бронеавтомобиля Sd.Kfz. 234/1 Hangelafette 38. В башне находилась 20-мм автоматическая пушка KwK 38 с телескопическим прицелом TZF 3a и пулемёт MG 34. Боекомплект составлял 100 артвыстрелов и 500 патронов к пулемёту. Пушка могла наводиться по вертикали в пределах от −10° до +85°. Длина бронемашины составляла 4,56 м, ширина — 1,945 м, высота — 2,174 м. Боевая масса составляла 6,09 т, экипаж — 3 человека. На машине устанавливалась радиостанция FuG 12. Изготовлен 781 экземпляр.
- Sd.Kfz. 250/10 — leichter Schützenpanzerwagen 3,7 cm Pak — бронетранспортёр с 37-мм противотанковой пушкой Pak 35/36 с прицелом ZF 2, установленной за штатным пулемётным щитком на крыше отделения управления. На некоторых машинах пушка устанавливалась без щитка. Боекомплект составлял 26 выстрелов. Пушка могла наводиться по горизонтали в пределах от −30° до +30°. Боевая масса составляла 5,68 т, экипаж — 4 человека, дополнительное вооружение — 1 пулемёт MG-34 с боезапасом 2110 патронов. Все габариты остались как у базовой модели, только высота увеличилась до 1 976 мм.
- Sd.Kfz. 250/11 — leichter Schützenpanzerwagen (schwere Panzerbüchse 41) — противотанковый бронетранспортёр. Вооружение — тяжёлое противотанковое ружьё sPzB 41 переменного калибра 20-28 мм (конический ствол) и 1 пулемёт MG-34. Боекомплект составлял 168 выстрелов к ружью и 1100 патронов к пулемёту.
- Sd.Kfz. 250/12 — leichter Messtruppanzerwagen — бронемашина АИР. Вооружение — 1 пулемёт MG-34. Устанавливалась радиостанция FuG 8, во второй половине войны — FuG 12.
- Sd.Kfz. 252 — leichter Munitionspanzerwagen — бронемашина для перевозки боеприпасов для StuG III/StuG IV. Отличалась от базового варианта полным отсутствием вооружения и другой формой корпуса. На шасси базовой модели ставился полностью закрытый броневой корпус с сильно скошенным задним бронелистом. Боевая масса составляла 5,73 т, экипаж — 2 человека. Габариты тоже отличались от базового варианта — 4560×1945×1660. Данный образец был выпущен в количестве 413 экземпляров.
- Sd.Kfz. 253 — leichter gepanzerter Beobachtungskraftwagen — лёгкая бронированная машина наблюдения. Предназначалась для командиров взводов и батарей штурмовых орудий. По сравнению с базовой модификацией был изменён корпус — он стал полностью закрытым. Боевая масса составляла 5,73 т, экипаж — 3 человека, устанавливались радиостанции F.Sp.H и FuG 7. Длина бронемашины составляла 4,7 м, ширина — 1,95, высота — 1,8 м. Данный образец был выпущен в количестве 285 экземпляров.

## Серийное производство[2]
Прототип машины был изготовлен в 1940 году на шасси D 7p с № 101044 производства Demag AG. Для изготовления первой серийной машины было использовано шасси № 101396.
|         |       | 1     | 2     | 3     | 4     | 5     | 6     | 7     | 8     | 9     | 10    | 11    | 12    | Всего |
| ------- | ----- | ----- | ----- | ----- | ----- | ----- | ----- | ----- | ----- | ----- | ----- | ----- | ----- | ----- |
| Ausf. A | 1941  |       |       |       |       |       | 39    | 53    | 46    | 53    | 56    | 78    | 64    | 389   |
| Ausf. A | 1942  | 77    | 100   | 112   | 183   | 95    | 84    | 31    | 157   | 169   | 119   | 126   | 121   | 1374  |
| Ausf. A | 1943  | 127   | 288   | 289   | 210   | 250   | 271   | 251   | 290   | 279   | 232   |       |       | 2487  |
| Ausf. B | 1943  |       |       |       |       |       |       |       |       |       | 20    | 73    | 315   | 408   |
| Ausf. B | 1944  | 220   | 197   | 103   | 107   | 100   | 64    | 130   | 201   | 142   | 204   | 28    | 205   | 1701  |
| Ausf. B | 1945  | 91    | 102   | 76    |       |       |       |       |       |       |       |       |       | 269   |
| Всего   | Всего | Всего | Всего | Всего | Всего | Всего | Всего | Всего | Всего | Всего | Всего | Всего | Всего | 6628  |

|       | 1     | 2     | 3     | 4     | 5     | 6     | 7     | 8     | 9     | 10    | 11    | 12    | Всего |
| ----- | ----- | ----- | ----- | ----- | ----- | ----- | ----- | ----- | ----- | ----- | ----- | ----- | ----- |
| 1944  |       |       |       |       | 10    | 5     |       | 15    |       | 4     | 3     | 3     | 40    |
| 1945  | 2     | 18    |       |       |       |       |       |       |       |       |       |       | 20    |
| Всего | Всего | Всего | Всего | Всего | Всего | Всего | Всего | Всего | Всего | Всего | Всего | Всего | 60    |

|       | 1     | 2     | 3     | 4     | 5     | 6     | 7     | 8     | 9     | 10    | 11    | 12    | Всего |
| ----- | ----- | ----- | ----- | ----- | ----- | ----- | ----- | ----- | ----- | ----- | ----- | ----- | ----- |
| 1942  |       |       |       |       | 3     |       |       |       |       |       |       |       | 3     |
| 1943  | 27    |       |       |       | 14    | 48    | 35    | 62    | 77    | 39    | 49    |       | 351   |
| 1944  |       |       | 18    | 41    | 29    | 35    |       | 65    | 23    | 84    | 23    |       | 318   |
| 1945  | 63    | 46    |       |       |       |       |       |       |       |       |       |       | 109   |
| Всего | Всего | Всего | Всего | Всего | Всего | Всего | Всего | Всего | Всего | Всего | Всего | Всего | 781   |

| 1943 | 15 | 3 | 11 | 4 | 3 | 14 |  |  |  |

Выпуск Sd.Kfz. 250/10 начался в начале 1942 года. Учёт модификаций стал вестись только с апреля 1943 года. К 1 апреля была выпущена 101 машина данной модели. Общий выпуск составил 151 единицу.
Отдельно для штурмовой артиллерии производились подвозчики боеприпасов Sd.Kfz. 252 и машины артиллерийских наблюдателей Sd.Kfz. 253.
|       | 1     | 2     | 3     | 4     | 5     | 6     | 7     | 8     | 9     | 10    | 11    | 12    | Всего |
| ----- | ----- | ----- | ----- | ----- | ----- | ----- | ----- | ----- | ----- | ----- | ----- | ----- | ----- |
| 1940  |       |       |       |       |       | 10    | 17    | 3     |       | 3     | 16    | 5     | 54    |
| 1941  | 21    | 54    | 50    | 44    | 35    | 30    | 44    | 52    | 29    |       |       |       | 359   |
| Всего | Всего | Всего | Всего | Всего | Всего | Всего | Всего | Всего | Всего | Всего | Всего | Всего | 413   |

|       | 1     | 2     | 3     | 4     | 5     | 6     | 7     | 8     | 9     | 10    | 11    | 12    | Всего |
| ----- | ----- | ----- | ----- | ----- | ----- | ----- | ----- | ----- | ----- | ----- | ----- | ----- | ----- |
| 1940  |       |       | 1     | 9     | 10    | 5     |       | 10    |       | 31    | 19    |       | 85    |
| 1941  | 50    | 40    | 40    | 30    | 39    | 1     |       |       |       |       |       |       | 200   |
| Всего | Всего | Всего | Всего | Всего | Всего | Всего | Всего | Всего | Всего | Всего | Всего | Всего | 285   |

## Операторы
- Нацистская Германия
- Румыния

## Галерея

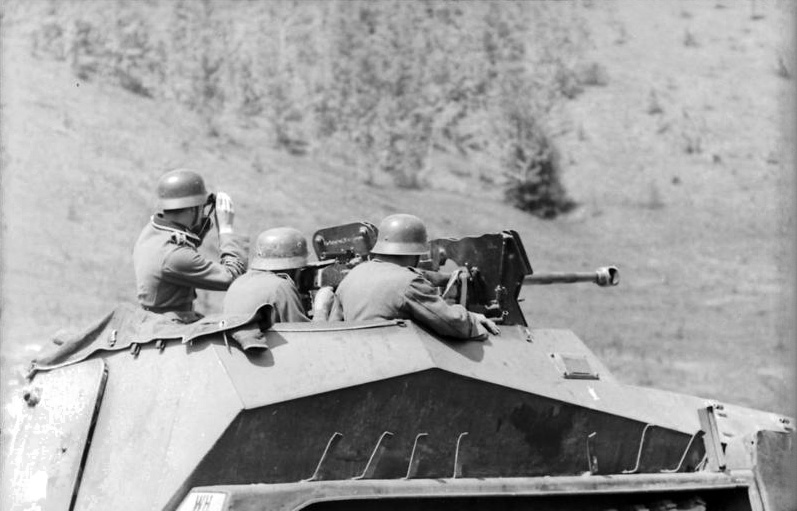
Орудие s.Pz.B.41 устанавливалось на бронетранспортёры Sd.Kfz. 250
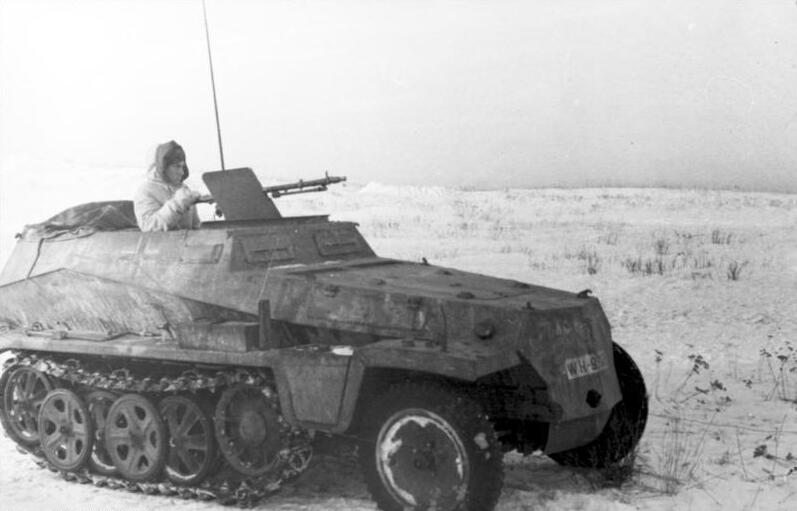
Базовая модель Sd.Kfz. 250/1
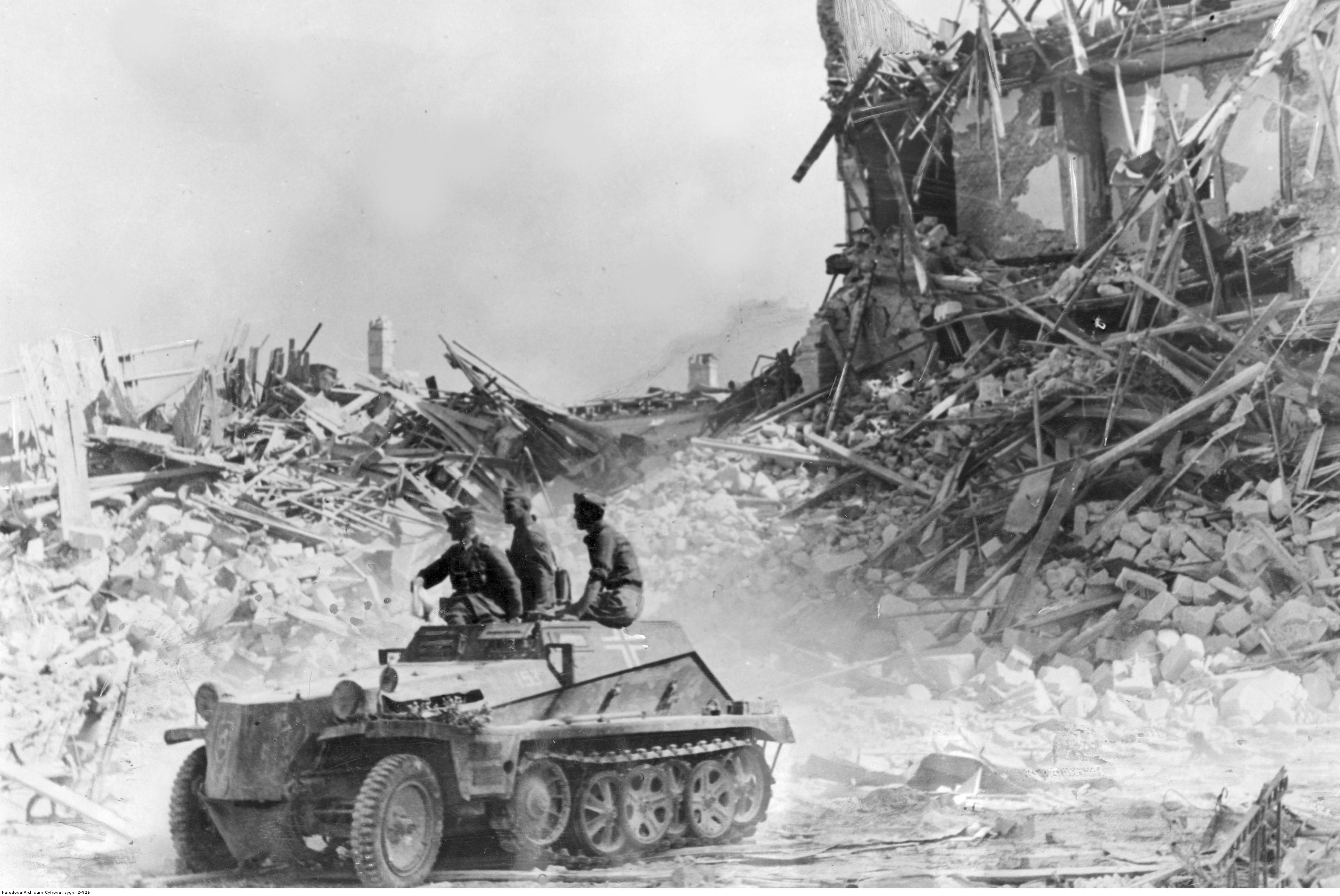
SdKfz 253. на фоне руин Севастополя
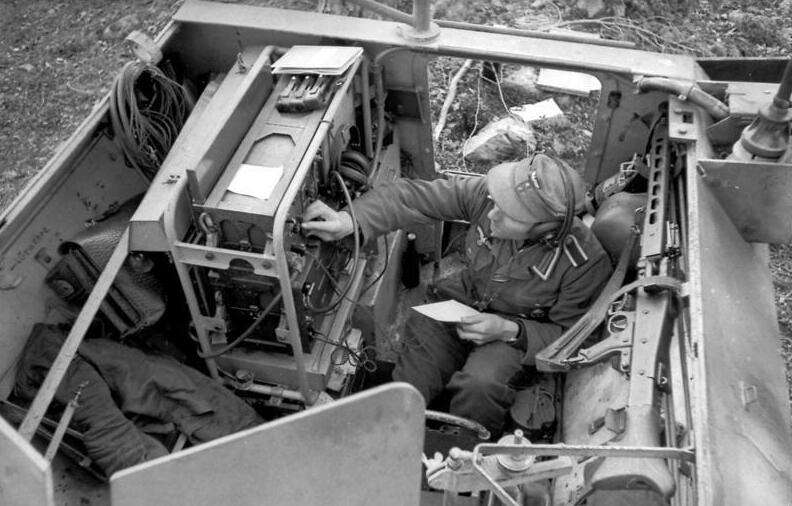
Радийный вариант бронетранспортёра
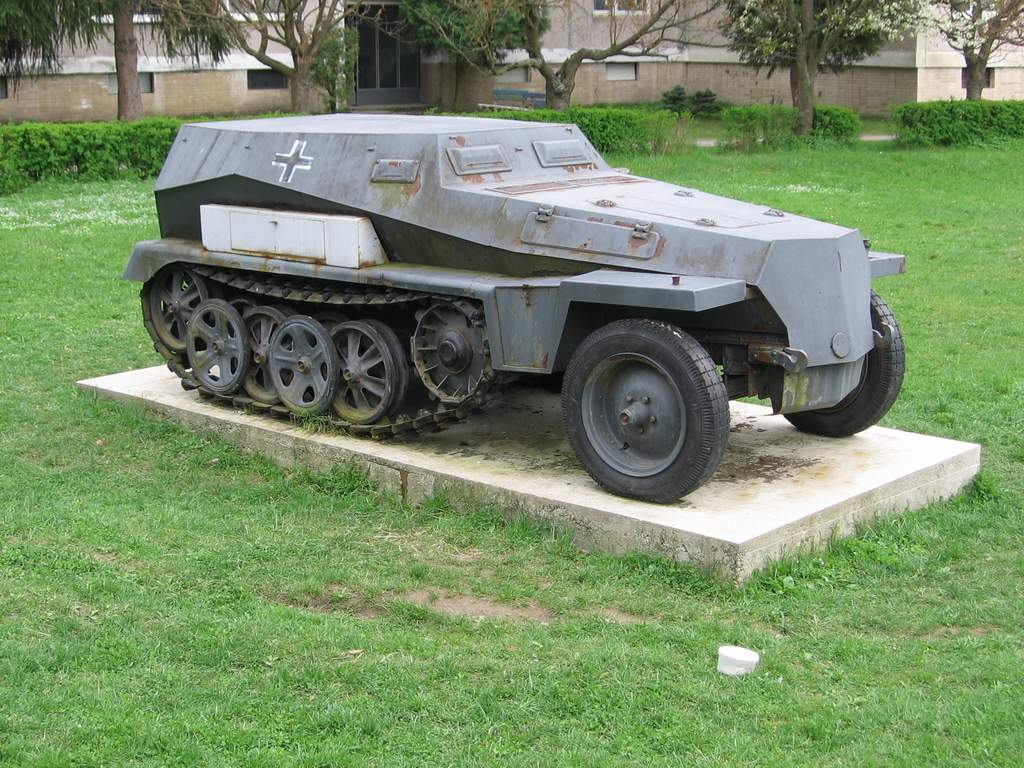
Sd.Kfz. 250 в военном музее в Свиднике, Словакия
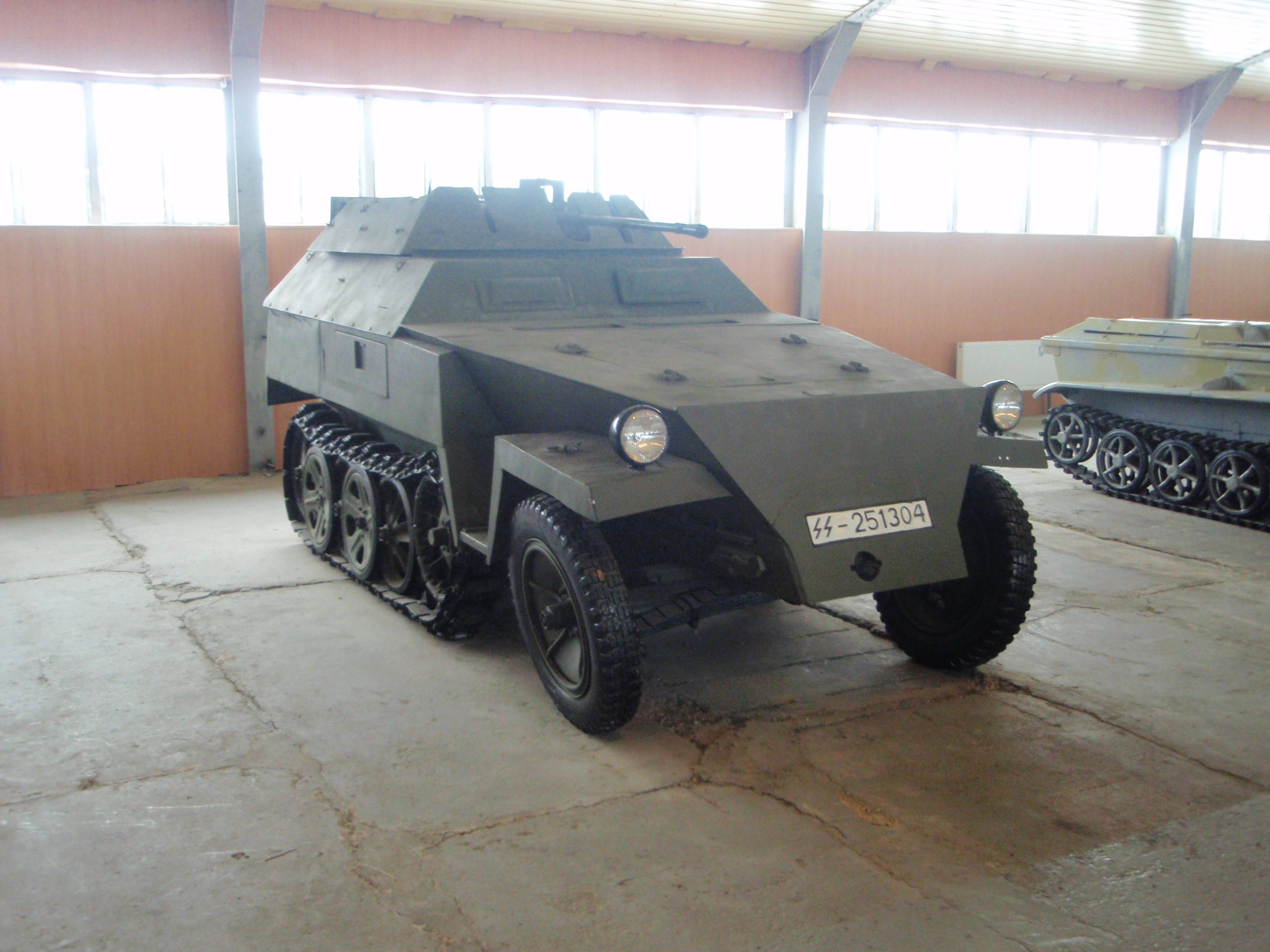
Sd.Kfz. 250/9 вариант корпуса «Neu» в Бронетанковом музее в Кубинке
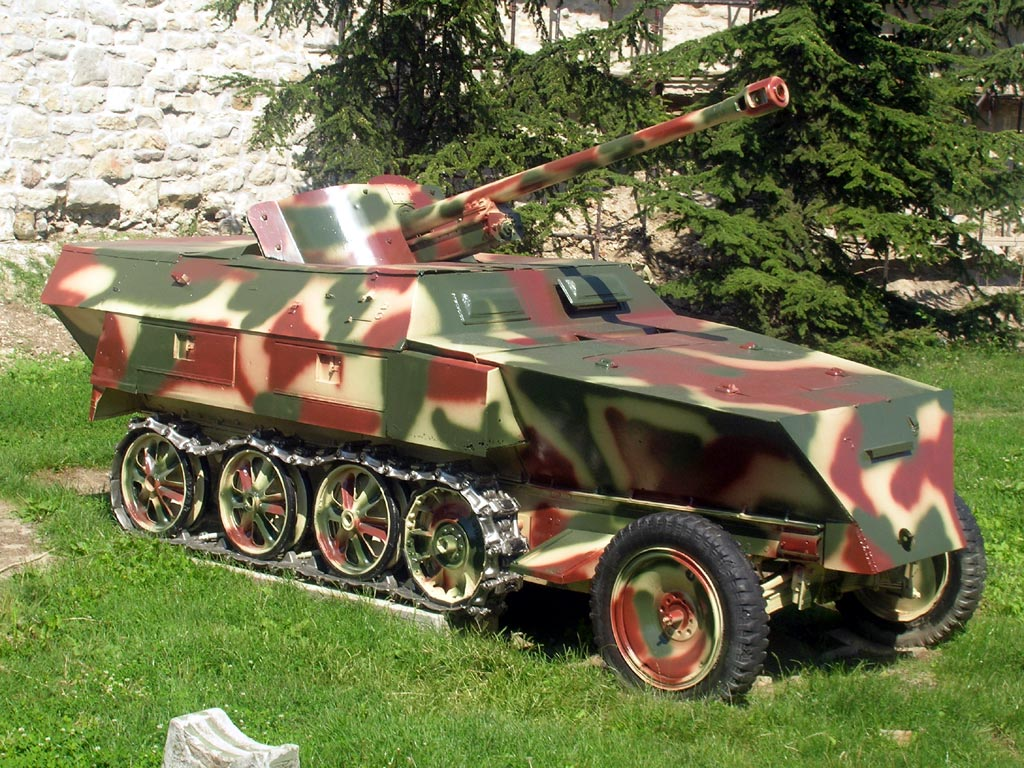
Sd.Kfz. 250 — Sfl 5 cm Pak 38 L/60, Военный музей Белграда, Сербия.